# Attalea oleifera
Attalea oleifera là loài thực vật có hoa thuộc họ Arecaceae. Loài này được Barb.Rodr. mô tả khoa học đầu tiên năm 1881.